# Terej maskový
Terej maskový (Sula dactylatra) je velký mořský pták z čeledi terejovitých (Sulidae), jeden ze šesti zástupců rodu Sula. Druh má statné aerodynamické tělo s dlouhým špičatým nažloutlým zobákem, protáhlým statným krkem, dlouhými štíhlými křídly a špičatým ocasem. Dospělci mají většinou bílé peří, pouze křídla a ocas jsou černé. Černá kůže na obličeji kontrastuje se zbytkem bílé hlavy a připomíná tak masku (odtud druhové jméno „maskový“). S délkou těla 75–85 cm se jedná o největšího zástupce rodu Sula. Terej maskový je rozšířen ve většině tropických oblastí Indického, Atlantského a Tichého oceánu, nevyskytuje se však ve východním Tichomoří a východním Atlantiku. Na východě Tichého oceánu ekologickou niku tereje maskového zaplňuje terej tichomořský (Sula granti), který byl původně považován za jeho poddruh. Druh poprvé popsal francouzský přírodovědec René Lesson v roce 1831.
Terejové hnízdí v koloniích na ostrovech a atolech daleko od pevniny v blízkosti hlubokých oceánských vod, ve kterých shání potravu. V době páření vykazují poměrně silné teritoriální chování doplněné o řadu obranných a útočných postojů při hájení hnízd, a u potenciálních i zaběhlých partnerů probíhají ritualizované námluvy a zdravice. Samice snáší dvě křídově bílá vejce do mělkého důlku vyhloubeného na holé půdě mimo vegetaci. Mláďata se rodí holá, nedlouho po narození jim naroste jemné prachové peří. Druhorozené mládě je většinou usmrceno starším sourozencem. Terejové jsou zdatní potápěči; za svou kořistí se ve vysoké rychlosti vrhají pod hladinu oceánu, kde nejčastěji loví létající ryby. Jsou ohroženi především následky současných klimatických změn a invazivními druhy živočichů. I když je populace terejů patrně na ústupu, Mezinárodní svaz ochrany přírody (IUCN) ji hodnotí jako málo dotčenou.

## Taxonomie
Druh byl poprvé popsán francouzským přírodovědcem René Lessonem. Lesson byl členem posádky průzkumné lodi La Coquille, která se pod vedením kapitána Louise Duperreyho plavila kolem světa mezi srpnem 1822 a březnem 1825. Duperrey z této plavby sestavil mnohosvazkovou publikaci, v níž se Lesson ujal autorství ornitologické sekce. V pasáži o návštěvě atlantského ostrova Ascension v roce 1829 se Lesson zmínil o setkání s tereji maskovými. V poznámce pod čarou navrhl jejich binomické jméno Sula dactylatra. Lesson na tuto zmínku navázal formálním popisem druhu, který publikoval v roce 1831. Druhové jméno je odvozeno ze starořeckého dactyl (v překladu „prst“) a latinského ater („černý“), doslova tedy „černé prsty“, což odkazuje k černým konečkům křídel viditelným během letu.
V roce 1837 druh popsal i švédský zoolog Carl Jakob Sundevall, který jej pojmenoval jako Dysporus cyanops. Sundevall ptáka popsal na základě nedospělého exempláře chyceného v Atlantském oceánu 6. září 1827. V tomto případě bylo vědecké jméno odvozeno ze starořeckých slov cyanos („modrý“) a ops („tvář“).
Další popis druhu pochází z pera anglického ornitologa a ilustrátora Johna Goulda, který jej v roce 1846 sestavil na základě exempláře z Austrálie. Gould druhu přiřadil vědecké jméno Sula personata na základě latinského personata, čili „maskový“ či „maskovaný“. Ve své publikaci Handbook to the Birds of Australia z roku 1865 však Gould uznal Sundevallův dřívější popis, když druh pojmenoval jako Sula cyanops.

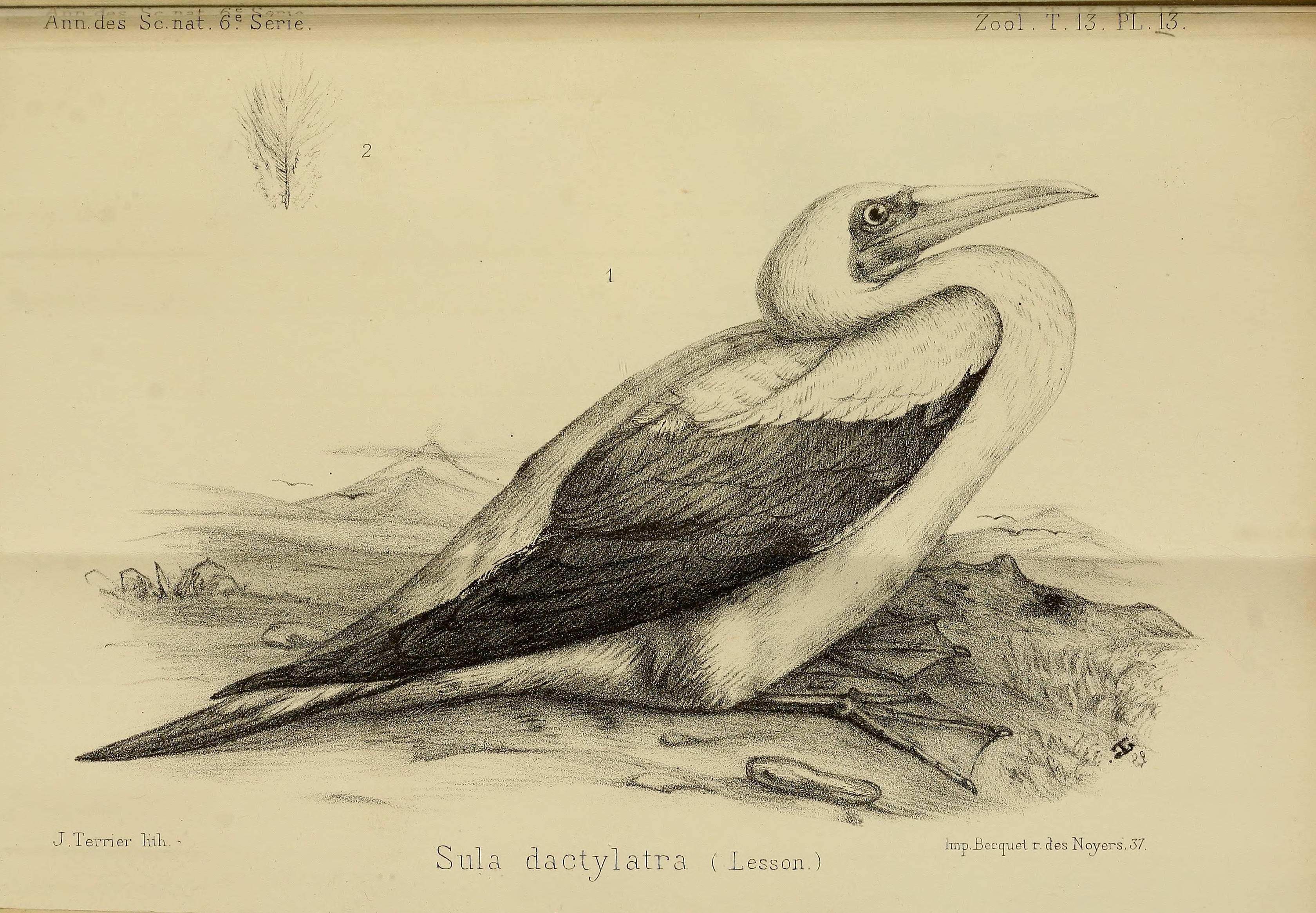
Ilustrace tereje maskového z roku 1882

Toto binomické jméno bylo poté běžně užíváno, protože Lessonův popis z roku 1829 nebyl považován za dostatečně podrobný. V roce 1911 však australský amatérský ornitolog Gregory Mathews poukázal na to, že ačkoli Lessonův popis z roku 1829 nebyl postačující, popis z roku 1831 se již dá považovat za dostatečně podrobný a tento popis předcházel Sundevallově popisu z roku 1837 o šest let, a proto podle vědeckého úzu má název Sula dactylactra přednost před pozdějšími jmény. Americká ornitologická společnost uznala Mathewsův argument a ve svém 17. dodatku Seznamu amerických ptáků z roku 1920 pojmenovala druh původním Lessonovým binomickým jménem Sula dactylactra.

### Fylogeneze
Fylogeneze rodu Sula

|  | Terej maskový (Sula dactylatra) |
|  |                                 |
|  | Terej tichomořský (Sula granti) |
|  |                                 |

|  | Terej modronohý (Sula nebouxii) |
|  |                                 |
|  | Terej guánový (Sula variegata)  |
|  |                                 |

|  | Terej maskový (Sula dactylatra) |
|  |                                 |
|  | Terej tichomořský (Sula granti) |
|  |                                 |

|  | Terej modronohý (Sula nebouxii) |
|  |                                 |
|  | Terej guánový (Sula variegata)  |
|  |                                 |

|  | Terej maskový (Sula dactylatra) |
|  |                                 |
|  | Terej tichomořský (Sula granti) |
|  |                                 |

|  | Terej modronohý (Sula nebouxii) |
|  |                                 |
|  | Terej guánový (Sula variegata)  |
|  |                                 |

|  | Terej maskový (Sula dactylatra) |
|  |                                 |
|  | Terej tichomořský (Sula granti) |
|  |                                 |

|  | Terej modronohý (Sula nebouxii) |
|  |                                 |
|  | Terej guánový (Sula variegata)  |
|  |                                 |

|  | Terej maskový (Sula dactylatra) |
|  |                                 |
|  | Terej tichomořský (Sula granti) |
|  |                                 |

|  | Terej modronohý (Sula nebouxii) |
|  |                                 |
|  | Terej guánový (Sula variegata)  |
|  |                                 |

|  | Terej maskový (Sula dactylatra) |
|  |                                 |
|  | Terej tichomořský (Sula granti) |
|  |                                 |

|  | Terej modronohý (Sula nebouxii) |
|  |                                 |
|  | Terej guánový (Sula variegata)  |
|  |                                 |

|  | Terej maskový (Sula dactylatra) |
|  |                                 |
|  | Terej tichomořský (Sula granti) |
|  |                                 |

|  | Terej modronohý (Sula nebouxii) |
|  |                                 |
|  | Terej guánový (Sula variegata)  |
|  |                                 |

|  | Terej maskový (Sula dactylatra) |
|  |                                 |
|  | Terej tichomořský (Sula granti) |
|  |                                 |

|  | Terej modronohý (Sula nebouxii) |
|  |                                 |
|  | Terej guánový (Sula variegata)  |
|  |                                 |

Terej maskový je jeden ze šesti zástupců rodu Sula. Podle genetické studie jaderné i mitochondriální DNA z roku 2011 představuje nejbližšího příbuzného terejů maskových středoamerický terej tichomořský (Sula granti). Ten byl původně považován za poddruh tereje maskového, nicméně podle molekulárních dat se tyto linie oddělily někdy před 0,8–1,1 miliony lety. Jako možná příčina oddělení těchto druhů se jeví komplexní oceánské proudy na východě Tichomoří, které mohly představovat přírodní bariéru vedoucí ke speciaci. Nejbližšími příbuznými terejů maskových a terejů tichomořských jsou terejové modronozí (Sula nebouxii) a guánoví (Sula variegata).
K fosilním nálezům tereje maskového patří subfosilie z ostrova Svaté Heleny, jejichž stáří se odhaduje na 14 tisíc let.

### Poddruhy
V rozšíření tereje maskového existuje poměrně výrazná klinální změna velikosti. Jedinci v Atlantiku jsou nejmenší a velikost těla roste směrem na západ přes Tichý až po Indický oceán, kde se nacházejí největší jedinci. Genetická analýza využívající sekvenování kontrolního regionu mtDNA ukázala, že populace terejů v Indickém a Tichém oceánu se významně rozšířily před 180 tisíci lety a že se od populací v Atlantském oceánu oddělily před přibližně 115 tisíci lety. Kromě toho byl mezi populacemi obývající jednotlivé oceány odhalen rapidně snížený genový tok, který však neodpovídá žádným fyzickým bariérám.
Mezinárodní ornitologická unie rozeznává následující 4 poddruhy:

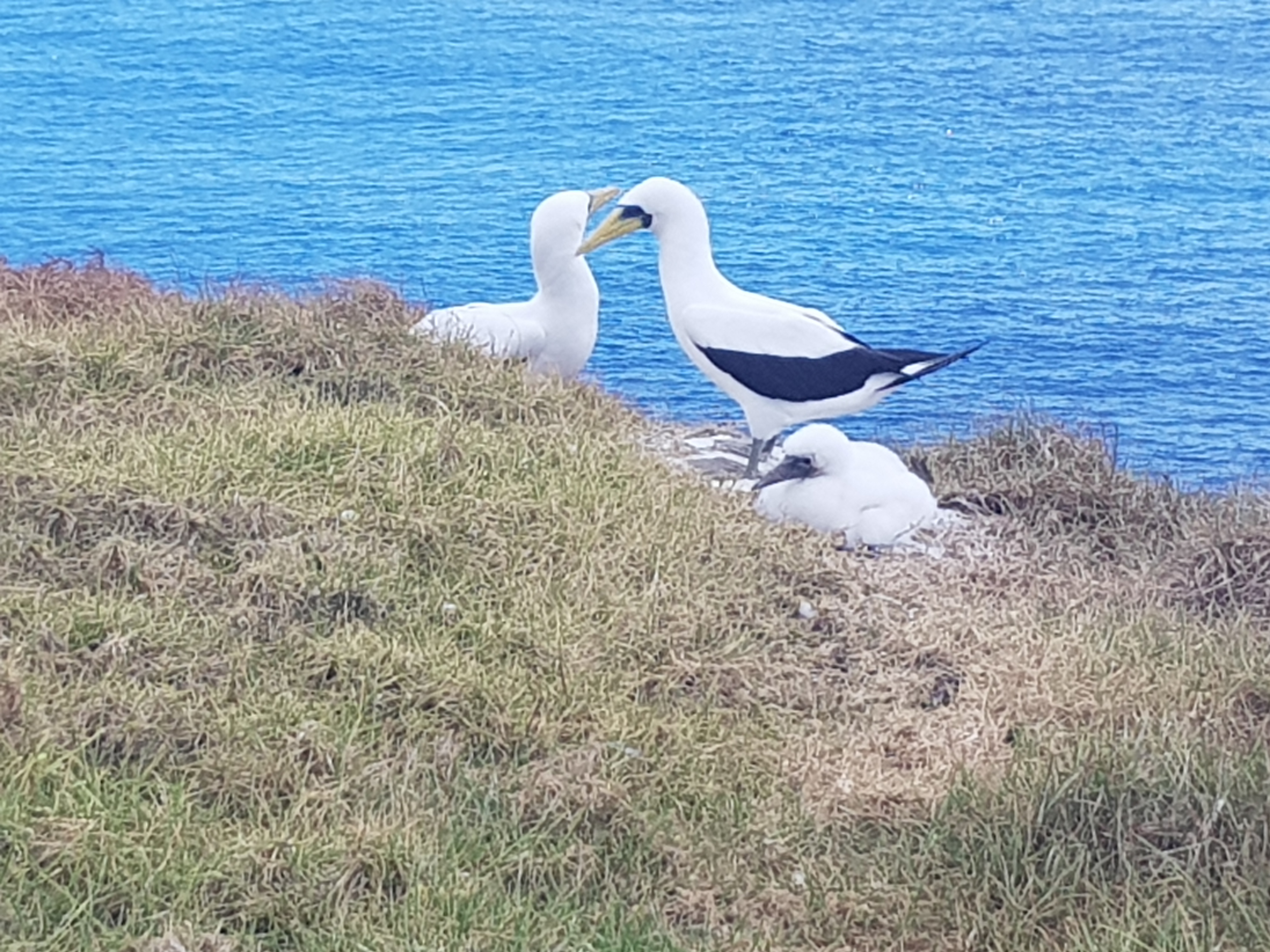
Pářící pár subsp. tasmani s mládětem, Norfolk

- S. d. dactylatra Lesson, 1831

Páří se v Karibiku a na některých atlantských ostrovech jako je Ascension. Populace ostrovů Boatswainbird (u pobřeží ostrova Ascension) a Monito (u Portorika) jsou geneticky značně rozdílné.
- S. d. melanops Hartlaub, 1859

Páří se v Indickém oceánu. Tento poddruh poprvé popsal německý ornitolog Gustav Hartlaub v roce 1859 na základě populace terejů z ostrova Maydh u pobřeží Somálska. Jméno je odvozeno ze starořeckých výrazů mela(no)s („černý“) a ops („tvář“).
- S. d. tasmani van Tets, Meredith, Fullagar & Davidson, 1988 (zahrnuje i S. d. fullagari coby juniorské synonymum)

Tato populace se páří na ostrovech lorda Howa a Kermadekových ostrovech. Novozélandský přírodovědec Walter Oliver již v roce 1930 poznamenal, že terejové z těchto oblastí mají tmavší duhovky oproti ostatním terejům. V roce 1990 došlo k řádnému výzkumu těchto populací a R. M. O'Brien a J. Davies u tamějších populací vypozorovali vedle tmavších duhovek i delší křídla, pročež populace prohlásili za nový poddruh, a sice S. d. fullagari. Terénní výzkum z Kermadekových ostrovů odhalil, že tamější dospělci mají sytě žluté zobáky (u nominátního poddruhu jsou spíše světle žluté) a že nohy dospělých samců mají sytější žlutou barvu než u samic.
V roce 1988 byl na základě kosterních pozůstatků popsán domněle nový, velký druh tereje S. tasmani. Druh měl žít na ostrově Norfolk a na ostrově lorda Howa. Autoři popisu se domnívali, že druh vyhynul následkem aktivit polynéských a později evropských osadníků. Skupina vědců pod vedením Richarda Holdawaye však tento nový druh v roce 2001 zpochybnila. Na to navázal v roce 2010 novozélandský biolog Tammy Steeves, který se svými kolegy provedl analýzu DNA fosilií použitých při popsání „nového druhu“ a zjistil významnou genetickou shodu s populací S. d. tasmani. Závěr vědců byl, že se jedná o tentýž taxon, S. d. tasmani.
- S. d. personata Gould, 1846 (zahrnuje S. d. californica a S. d. bedouti)

Páří se ve středním a západním Tichomoří, v oceánských vodách Austrálie, Mexika a na Clippertonově ostrově ve vodách Střední Ameriky. Někdy bývá populace terejů z mexických a středoamerických vod pojmenovávána jako subsp. californica a terejové ze severozápadu Austrálie jako subsp. bedouti, nicméně terénní výzkum Roberta Pitmana neprokázal jedinou konzistentní odlišnosti mezi těmito domnělými poddruhy.

## Popis

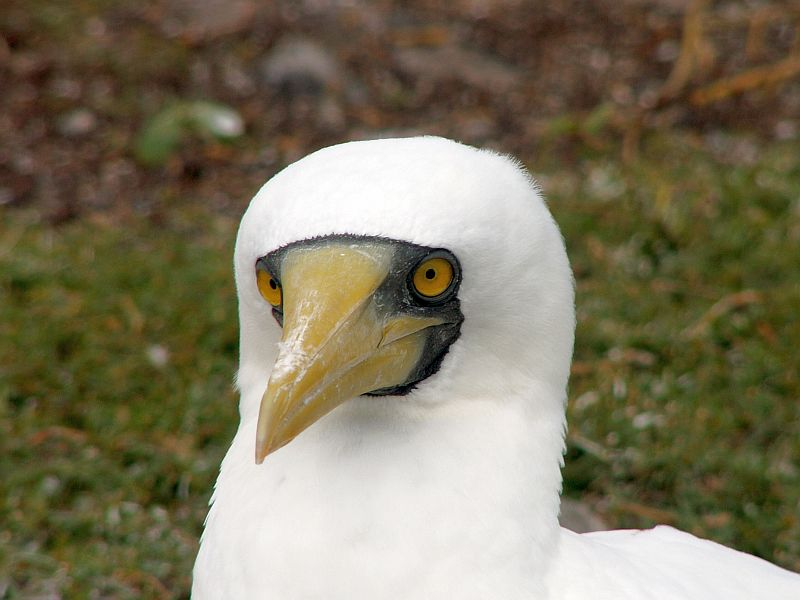
Portrét tereje s patrnou obličejovou maskou

Terej maskový představuje největšího tereje z rodu Sula. Délka těla dospělců se pohybuje od 75 do 85 cm, rozpětí křídel dosahuje 160–170 cm. Hmotnost ptáků je od 1,2 do 2,2 kg. Tvar těla je podobný jako u ostatních terejovitých; druh má dlouhý špičatý zobák, protáhlý krk, aerodynamické tělo, dlouhá štíhlá křídla a zašpičatělý ocas. Opeření těla dospělců je čistě bílé, křídla a ocas jsou tmavé. Pohlavní dimorfismus je nevýrazný. Obě pohlaví mají podobně zbarvené peří bez sezónních změn, nicméně samice jsou v průměru o něco těžší a větší než samci. Holá kůže kolem obličeje, krku a uzdičky (lorum; oblast mezi zobákem a očima) je černá či modročerná. Výrazně kontrastuje s bílou hlavou a vytváří dojem jakoby měl terej masku (odtud i druhové jméno „maskový“). Zobák nominátního poddruhu je světle žlutý se zelenkavým nádechem; u kořene bývá někdy spíše do zelena. Má kónický tvar a je delší než hlava a na konci je mírně zahnutý. Čelisti lemují dozadu směřující zoubky.
Ruční (primární), loketní (sekundární) a ramenní (terciární) letky i rýdovací pera jsou na svrchní straně hnědočerná. Vnitřní strana loketních letek je u kořene per bílá. Vnitřní strana křídel je většinou rovněž bílá, pouze konce letek jsou černohnědé a tvoří výraznou lemovací linku křídel. Nohy jsou žluto-oranžové či olivové, duhovka je žlutá.
Poddruhy se mírně liší ve velikosti a někdy i v barvě duhovek, zobáků a noh. Zatímco subsp. tasmani má tmavě hnědou duhovku a tmavé šedozelené nohy, subsp. personata má olivové až modravě-šedé nohy. V době páření u subsp. tasmani a nominátního poddruhu dactylatra je barva noh u samců více do žluto-červena než u samic.

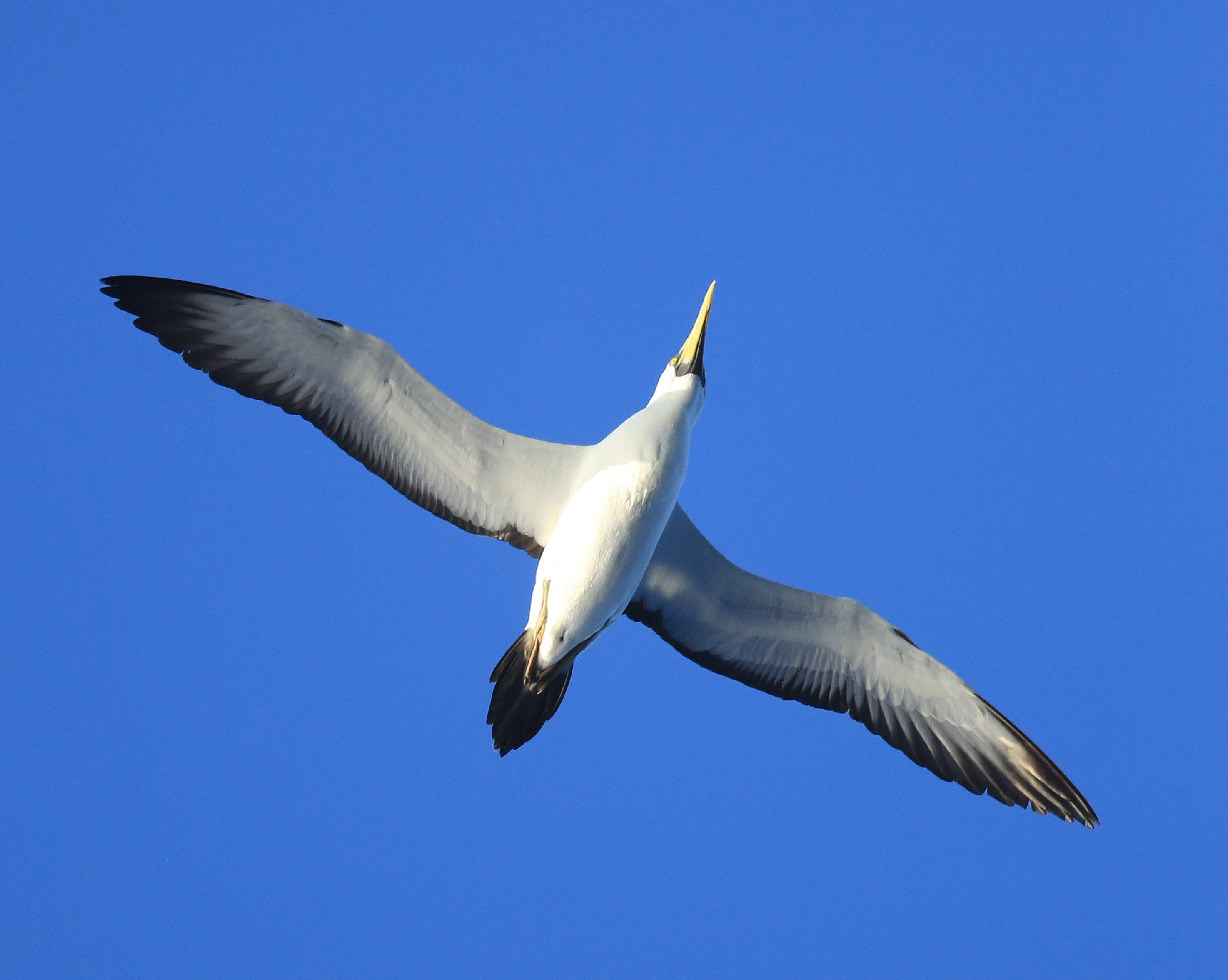
Subsp. dactylatra v letu, ostrov Grand Turk

Juvenilní terejové jsou na hlavě a v horních částech těla pruhovaní či strakatí šedo-hnědě zabarveným peřím. Kolem krku mívají bělavý límec. Křídla a spodní části těla jsou tmavě hnědé. Zobák je do žluta, obličej je modrošedý a duhovka je tmavě hnědá. S věkem se bílý krční límec rozšiřuje a peří začne bělat i kolem kostřece. Hlava začne rovněž světlat a plné bělosti dosahuje kolem věku 14–15 měsíců. Adultní opeření terejové získávají tři až čtyři měsíce před dosáhnutím věku 3 let.
Na moři jsou terejové maskoví většinou potichu, avšak v koloniích jsou značně hluční. Hlas samců připomíná klesají hvizd píšťalky, samice vydávají hlasitý troubivý zvuk.

### Záměna
Dospělce terejů maskových lze od úzce příbuzných terejů tichomořských rozpoznat podle žlutého zobáku (u terejů tichomořských je spíše do oranžova), větší velikosti těla a méně výrazném pohlavním dimorfismu. Zatímco terejové tichomořští hnízdí hlavně na strmých útesech, terejové maskoví vyhledávají rovný povrch. Bílá forma tereje červenonohého je podobná, avšak menší. Terej Abbottův má černější svrchní stranu křídel a delší krk a mohutnější hlavu. Terej jihoafrický a terej australský mají žlutavé temeno hlavy, kratší ocas, bílé ramenní letky a zobák spíše do šeda než do žluta. Juvenilní tereje maskové lze zaměnit za juvenilní tereje žlutonohé, avšak dospělce terejů žlutonohých lze jednoznačně identifikovat podle široce rozšířeného hnědého opeření.

## Rozšíření a habitat

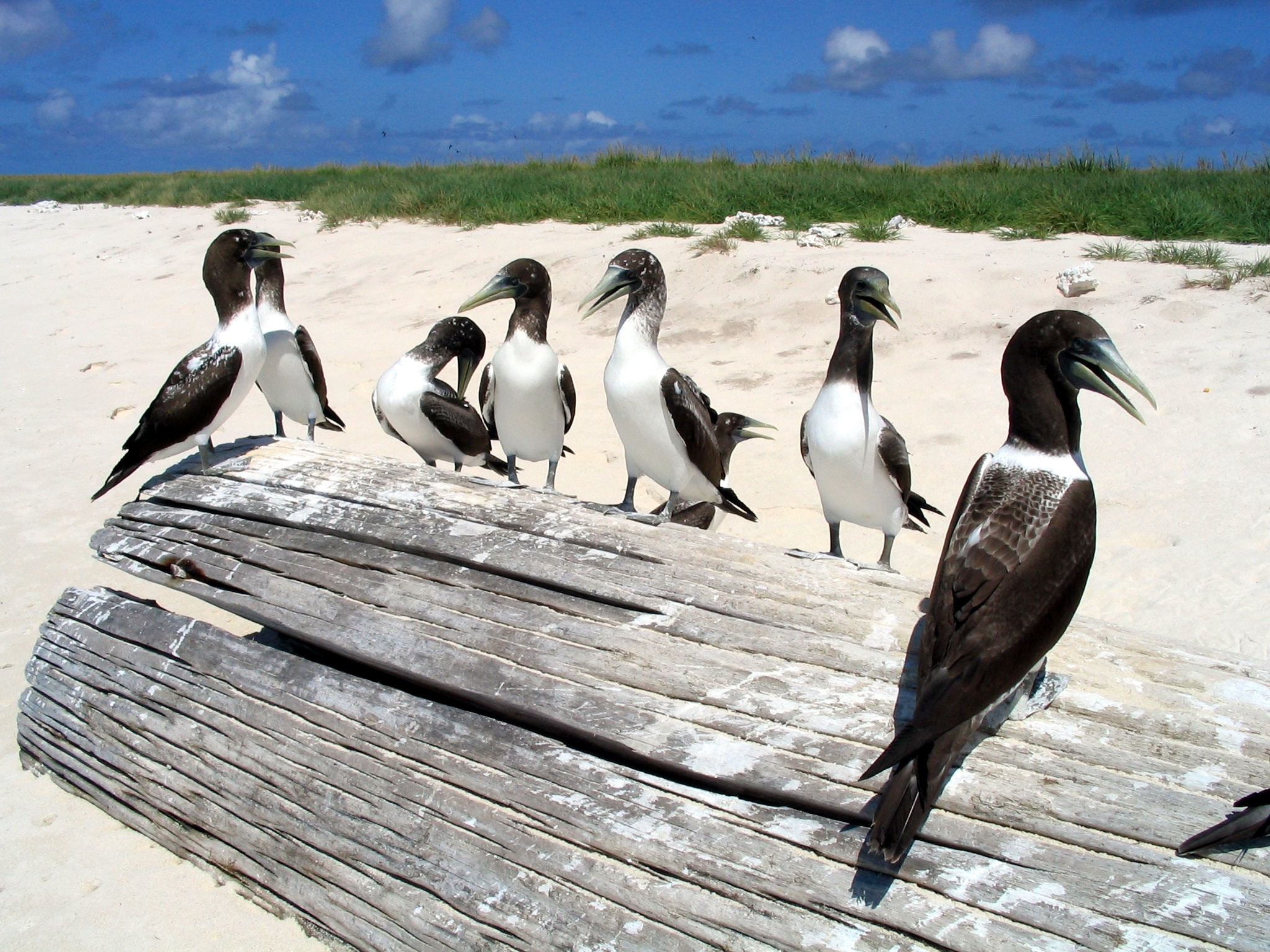
Juvenilní jedinci subsp. personata na atolu Kure u Havajských ostrovů

Terejové maskoví jsou rozšíření napříč tropickými oceánskými oblastmi mezi cca 30° s. š. a 30° j. š. V Indickém oceánu se vyskytují od pobřežních vod Arabského poloostrova a východní Afriky přes Sumatru až po západní Austrálii. Ve vodách kolem Indického subkontinentu se nevyskytují. Nejjižnější oblast výskytu druhu u západoaustralských břehů představuje Dampierovo souostroví. V Tichomoří jsou terejové maskoví rozšíření v pásu ohraničeném na jihu australským Brisbane a na severu vodami kolem jižního Japonska. Jsou přítomní i v Karabiku a v západním Atlantiku směrem na jih až k ostrovu Ascension. Ve východním Tichomoří (v teritoriálních vodách Kolumbie a Ekvádoru) se nevyskytují a jejich ekologickou niku zabírají terejové tichomořští.
Terejové se občas zatoulají i mimo tato území. V roce 2015 se jeden objevil až v oregonském Newportu (44° s. š.). Karibská populace se občas zatoulá k severovýchodnímu pobřeží Spojených států do teplých vod Golfského proudu – terejové byli pozorováni až v New Jersey a New Yorku (40° s. š.). Ojediněle byl terej maskový pozorován i ve Španělsku a na Karolínských ostrovech v Mikronésii. Během monzunového období (každoročně od června do září) byli zatoulaní terejové maskoví pozorováni i u západních břehů indických států Karnátaka a Maháráštra. Občas jsou odvanuti i do opačných zeměpisných šířek k břehům Severního ostrova Nového Zélandu (cca 39° j. š.).

### Pářící kolonie
Druh hnízdí v koloniích na opuštěných ostrovech a atolech. Ostrov lorda Howa představuje nejjižnější kolonii terejů maskových. Pro hnízdící ptáky je důležitá přítomnost hlubokých oceánských vod, ve kterých loví svou kořist. Např. u Rainova ostrova, který se nachází při hranici Velkého bariérového útesu, sahají okolní vody do hloubek 180–3700 m. Pro stavbu hnízd si vybírají především rovné plochy bez vegetace, které jsou vysoko nad hladinou moře se snadným přístupem k vodě. V období páření se terejové zdržují v blízkosti kolonií. Mimo pářící období zůstává část ptáků v koloniích, avšak juvenilní jedinci a část dospělců se rozletí na moře a tráví zbytek roku jinde. Většina terejů (ne všichni) se vrací pářit do kolonií, kde se narodili, a po prvním hnízdění se každoročně vrací na totéž místo.

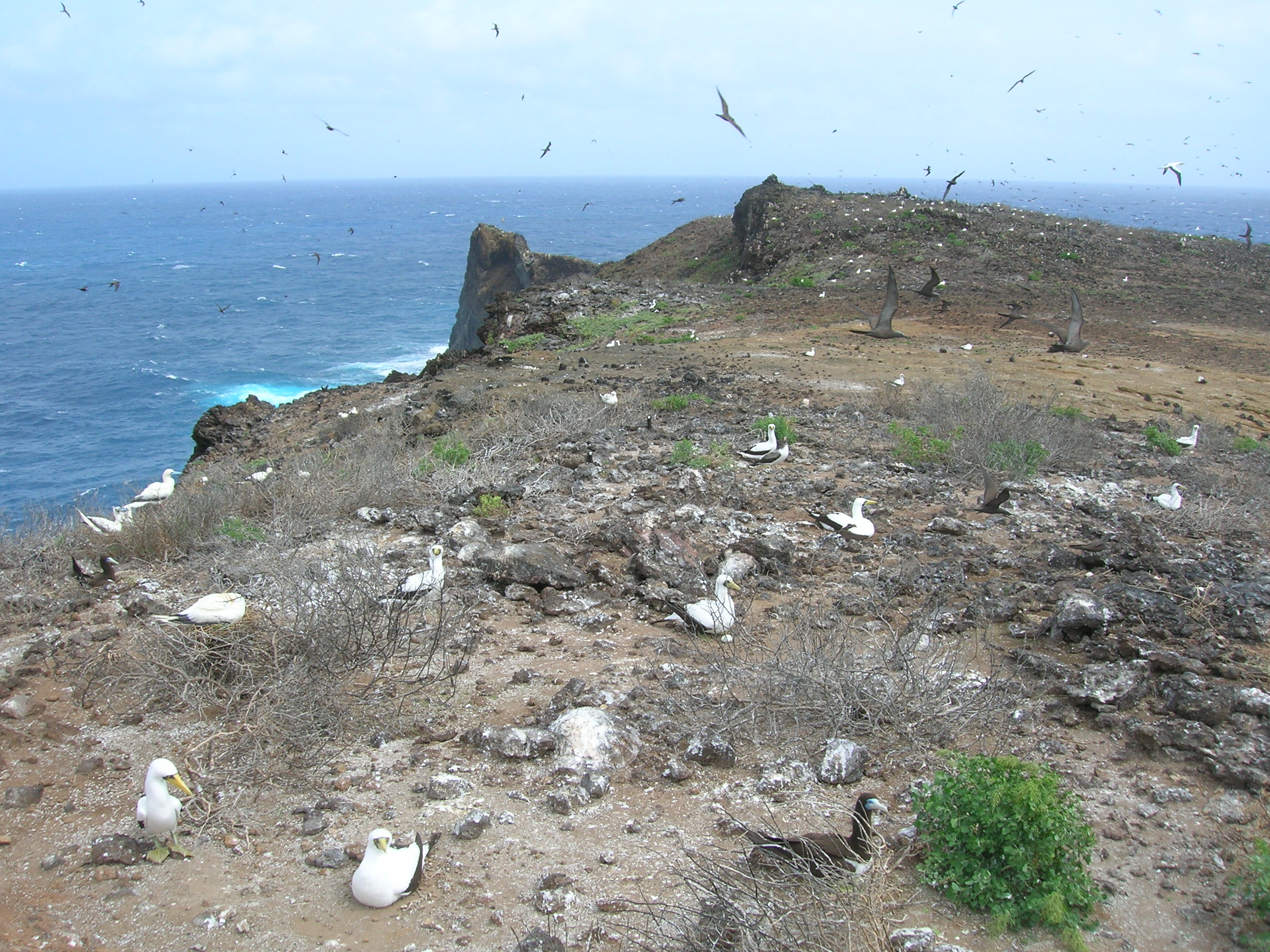
Kolonie terejů na ostrově Oahu; jak lze vidět, kolonie je takřka bez vegetace

Největší kolonie terejů maskových se nachází na Clippertonově ostrově, malém neobydleném pouštním atolu ve východním Tichomoří jihozápadně od Mexika. Během sčítání v roce 2003 bylo na atolu přítomno 112 tisíc terejů maskových, přičemž ještě v roce 1958 se populace pohybovala pouze kolem 150 jedinců. Místní kolonie zaznamenala rapidní pokles poté, co byla na atol v 90. letech 19. století zavlečena prasata. Ta se ve velkém krmila na místních krabech, kteří se zase živili místní vegetací, kterou tak drželi zkrátka. S ústupem krabů se vegetace nekontrolovatelně rozšířila a došlo k náhlému úbytku hnízdního prostoru terejů. Prasata byla vyhubena v roce 1964, načež populace krabů narostla a vegetace z velké části vymizela. To mělo pozitivní dopad na tereje, kteří k hnízdění vyhledávají plochy bez vegetace.
Kolonie na ostrově lorda Howa rovněž pocítila negativní následky lidské činnosti. V době objevu ostrova v roce 1788 tamější populace čítala tisíce jedinců, avšak do roku 2005 počet terejů poklesl na méně než 500 párů rozprostřených po menších ostrůvcích. Výrazné snížení počtu ptáků ovlivnil mj. jejich lov, který tam v minulosti probíhal. V roce 1918 byly na ostrov introdukovány krysy, nicméně ani při terénním výzkumu nebylo pozorováno, že by hodovaly na mláďatech nebo vejcích, což je patrně dáno poměrně statnou velikostí vajec a mláďat.
Na Phillipově ostrově bylo hnízdění terejů poprvé zaznamenáno v roce 1908. Podobně jako na jiných tichomořských ostrovech, i na Phillipův ostrov byli kdysi introdukováni králíci, kozy a prasata. Tato zvířata měla devastující vliv na místní vegetaci. Nicméně absence vegetace terejům naopak vyhovuje, takže je možné, že tyto zdivočelé populace měly na populaci terejů naopak pozitivní vliv. Kozy a prasata byly na ostrově vyhubeny počátkem 20. století, králíci následovali v 80. letech. V roce 2007 zde sice bylo zaznamenáno kolem 300 hnízdících párů terejů maskových, avšak s tím, jak se vegetace obnovuje, se dá očekávat, že počet hnízdících terejů bude ubývat. V roce 2006 byly pozorovány dva páry hnízdících terejů maskových v kolonii terejů žlutonohých na skaliscích Morros del Potosí nedaleko Zihuataneja ve vodách na jihovýchod od Mexika.
K hlavním hnízdním oblastem v Atlantiku patří atol Rocas u brazilského pobřeží, ostrov Ascension v jižním Atlantiku a pět ostrůvků v Mexickém zálivu nedaleko Yucatánského poloostrova. V letech 1984/1985 byly zaznamenány první pokusy terejů o hnízdění na Suchých Tortugách v Mexickém zálivu; v roce 1998 tam hnízdilo 19 párů.

## Ekologie a chování

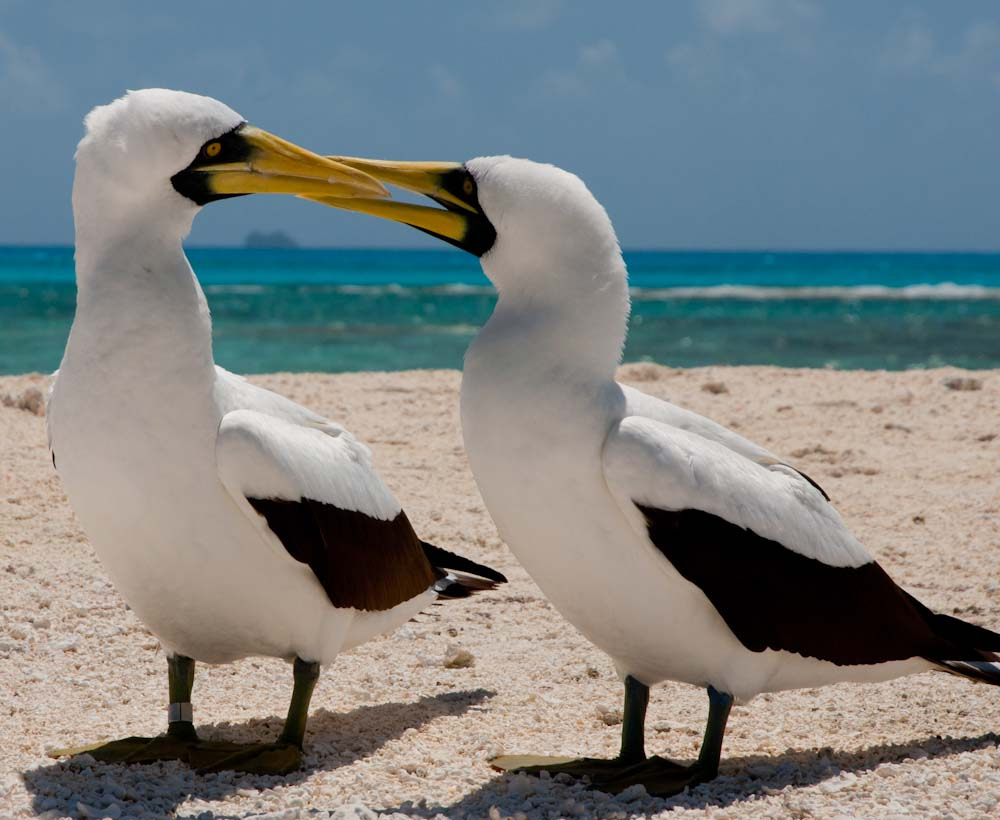
Subsp. personata během námluv (atol Kānemilohaʻi nedaleko Havajských ostrovů)

Terejové maskoví typicky létají nejméně 7 m nad povrchem rychlostí do 70 km/h. Střídají klouzavý a aktivní let, který obstarávají silná křídla. Nejdelší zaznamenaná uražená vzdálenost tereje byla 3152 km.

### Námluvy a páření
Terejové se nejčastěji začínají pářit ve věku 4–5 let, výjimečně však mohou začít již ve 3 letech. Žijí v monogamních svazcích, které často přetrvávají po několik hnízdních období. Samci v období páření vykazují silné teritoriální chování. K vyznačení teritorií a jejich obraně proti sousedům a vetřelcům předvádí různorodé obranné postoje. Samci lákají samice na svá teritoria pomocí krátkých krouživých letů, při nichž udržují svá křídla ve tvaru písmene „V“, a dále prostřednictvím zvukových signálů, které vydávají během přistávání. Na tyto průlety samců nad kolonií reagují spárovaní jedinci na hnízdech tím, že natahují krky do stran a dopředu. Při přímém narušení teritoria začne terej třást hlavou ze strany na stranu či nahoru a dolů a načechrá si peří na hlavě, která tak vypadá větší a tmavá maska v přední části obličeje se ještě zvýrazní. Při tomto postoji může i natahovat ocas a držet svá křídla od těla. Při předvádění tohoto postoje mohou sousedé eskalovat konflikt vzájemnými výpady a škádlením. K dalším z agonistických postojů patří zastrčení špičky zobáku do hrudního opeření, což patrně slouží k ochraně ostatních ptáků před zraněním. Tento postoj bývá používán při obraně před vetřelci i pro nalákání samic.

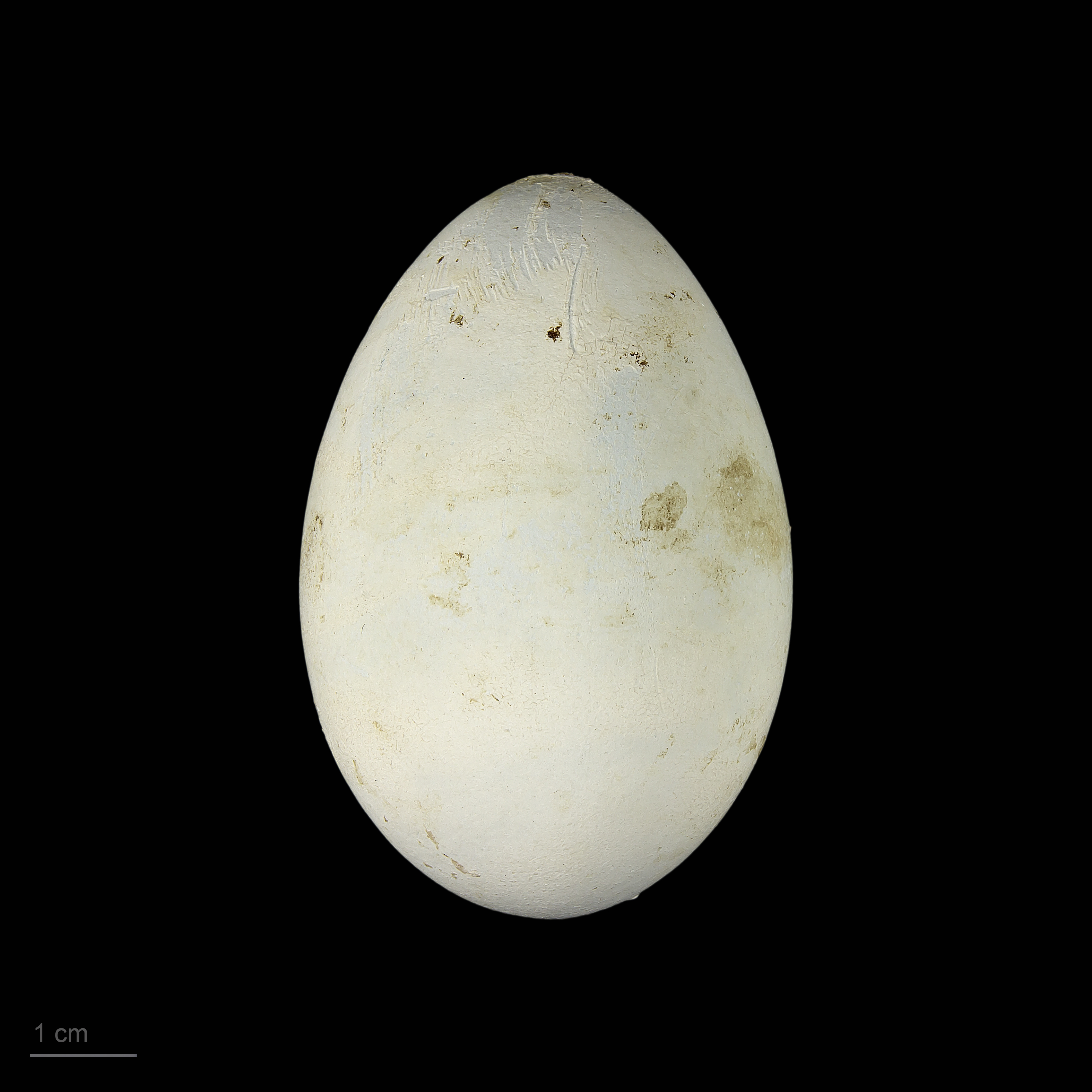
Vejce

Další řada optických signálů souvisí s utvořením a udržováním partnerství. Když samice přichází či opouští teritorium, samci začnou pomalu kráčet se zobáky zvednutými až do vertikální či napůl vertikální (45 stupňů) pozice, jejich křídla jsou částečně roztažená, zobák mírně pootevřený a z hrdla se ozývá slabý pisklavý zvuk. Další projevy jsou často iniciovány tak, že jeden z partnerů začne na druhého partnera dlouze civět. Pár se občas jemně popichuje zobáky a vzájemně si čistí peří nebo energicky hází hlavou. Před kopulací samec symbolicky přináší samici materiál na stavbu hnízda. Po kopulaci pak oba partneři předvádí stavbu hnízda; toto chování je však pouze symbolické a žádný z nasbíraných materiálů nakonec není na stavbu skutečného hnízda použit. Před kladením vejce se samec občas předvádí před samicí chůzí s přehnaně vysokým krokem, při němž občas položí hlavu na svou hruď.
Doba páření závisí na lokaci. Na Kokosových ostrovech probíhá kladení vajec od ledna do července s vrcholem v červnu. Na skalnatém ostrůvku Moulter Cay v Korálovém moři se terejové páří celoročně s vrcholem snášení od září do počátku listopadu. Nicméně na nedalekém ostrově Raine samice snáší vejce od srpna do listopadu. Na ostrově lorda Howa probíhá snášení od května do září a na Phillipově ostrově se děje od počátku července do počátku ledna.

### Hnízdění
Na severní polokouli na atolu Kure samice kladou vejce od ledna do počátku července s vrcholem v únoru a březnu. Na Clippertonově ostrově byla pozorována spojitost doby kladení vajec a výskytu ryb: kladení vajec probíhá v listopadu, přičemž v lednu dochází v místních vodách k nejvyšší aktivitě ryb, což souvisí s tím, že potrava je nejvíce potřebná krátce po vylíhnutí, kdy mládě rychle roste. V Karibiku samice snáší celoročně s vrcholem kladení od března do září.

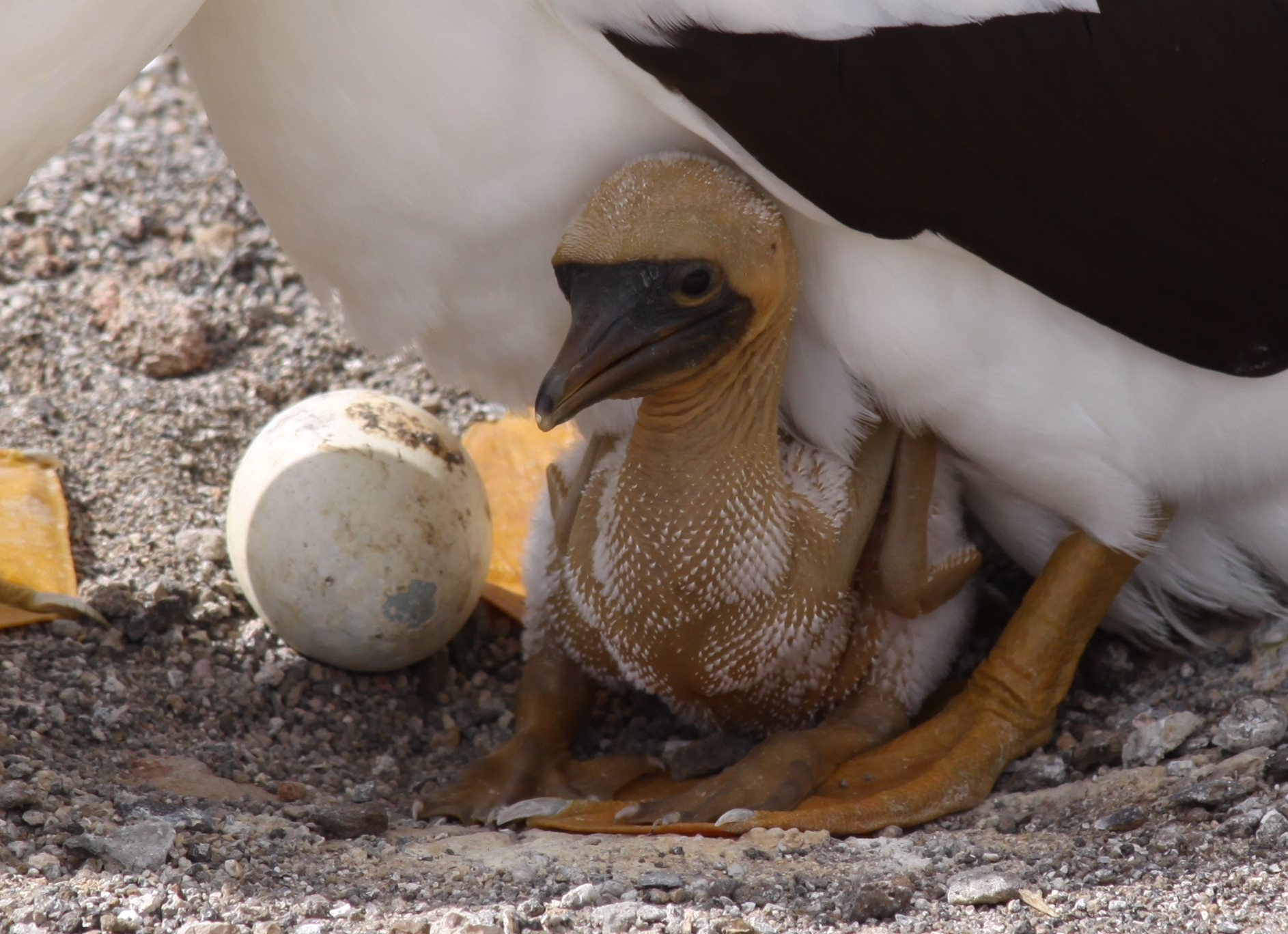
Vejce a mládě subsp. dactylatra na hnízdě, ostrov Ascension

Hnízdo představuje 1–2 cm hluboký důlek o průměru 25–30 cm. Terejové ho hloubí na rovné ploše o průměru 0,75–1 m, která je vyčištěna od vegetace a chrastí. Samice klade vždy dvě vejce v časovém intervalu 5–8 dní. I přes to, že byly občas pozorovány tři vejce v jednom hnízdě, má se za to, že se jednalo o zakutálené vejce z jiného hnízda. Vejce mají v průměru 64x45 mm a váhu 75 g. Inkubuje samec i samice po dobu 45 dní. Při inkubaci rodič zakrývá vejce špičkami svých blanitých noh, ve kterých v době inkubace probíhá zvýšená cévní aktivita. Čerstvě vyklubané mládě měří kolem 10 cm a váží asi 40–60 g. Jeho šedo-růžová kůže je pokryta řídkým prachovým peřím. Oči jsou v době narození otevřené. Mláďata jsou z počátku zcela závislá na rodičích. V prvních týdnech jejich opeření houstne a kolem věku 5–6 týdnů je již poměrně husté a nadýchané. Primární letky a rýdovací pera se začnou objevovat v 8. týdnu, lopatky se opeří do 10. týdnů od narození. Kolem 12. týdne mláďata začnou přepeřovat z prachového šatu do juvenilního, který je plně dokončen kolem 15.–16. týdne. Zhruba o týden později, kolem 17. týdne, mláďata opouští hnízdo. Další 3–4 týdny jsou však potravně stále závislí na rodičích, poté dochází k jejich úplnému osamostatnění.
Ačkoliv se ve snůšce nachází dvě vejce, mladší mládě téměř vždy umírá během několika dní. I když to nebylo pozorováno přímo, smrt mladšího jedince má patrně na svědomí starší sourozenec. Toto chování bylo pozorováno u terejů tichomořských na Galapágách a předpokládá se, že k němu dochází i u terejů maskových.
Terejové se mohou dožít nejméně 25 let.

### Potrava

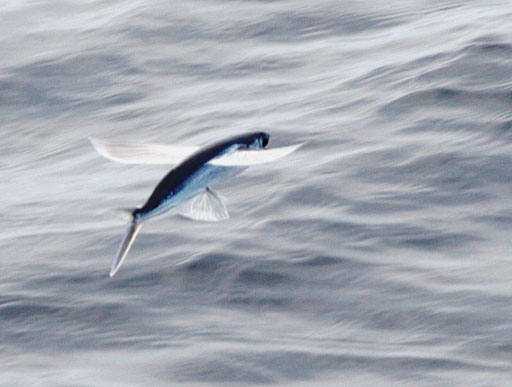
Letoun černoocasý představuje běžnou kořist terejů

Terejové maskoví jsou skvělí potápěči. Za kořistí se vrhají střemhlavým letem v pravém či téměř pravém úhlu k hladině z výšek 12–100 m, nejčastěji pak z 15–35 m. Potápí se do hloubek až 3 metrů. Většinou svou kořist spolknou hned pod vodou. Data z Cloppertonova ostrova ukazují, že tamější terejové v době hnízdění létají za potravou průměrně 103 km od své kolonie, nejdále 242 km. Během letu za potravou terejové neodpočívali na moři a raději se vrátili na noc do kolonie, i když někdy v pozdních nočních hodinách. Občas se terejové krmí ve stejných lokalitách jako buřňáci Bulweroví nebo buřňáčci bělobřiší. Fregatky často obtěžují tereje za účelem získání jejich nalovené kořisti.
Jídelníček terejů je tvořen především hlavonožci a rybami (zvláště letounovitými) do délky 28 cm, výjimečně i delšími kousky až do délky 41 cm. Konkrétně terejové loví letounovité ryby, jako je letoun měkkoploutvý, letoun krátkoploutvý, letoun plachtivý a letoun černoocasý. Z ostatních ryb pojídají druhy jako kranas americký, tuňák pruhovaný, tuňák nepravý, kranas makrelový, kranas makrelový, zlak stříbřitý, zlak nachový, tloušťovka hnědá, štětičkovec rudopásý, pamakrela hadovitá, sajra tichomořská, polozobánka zelená, jehlice obecná, cípaly rodu Mugil a krakatice Sthenoteuthis oualaniensis.

## Predátoři a parazité

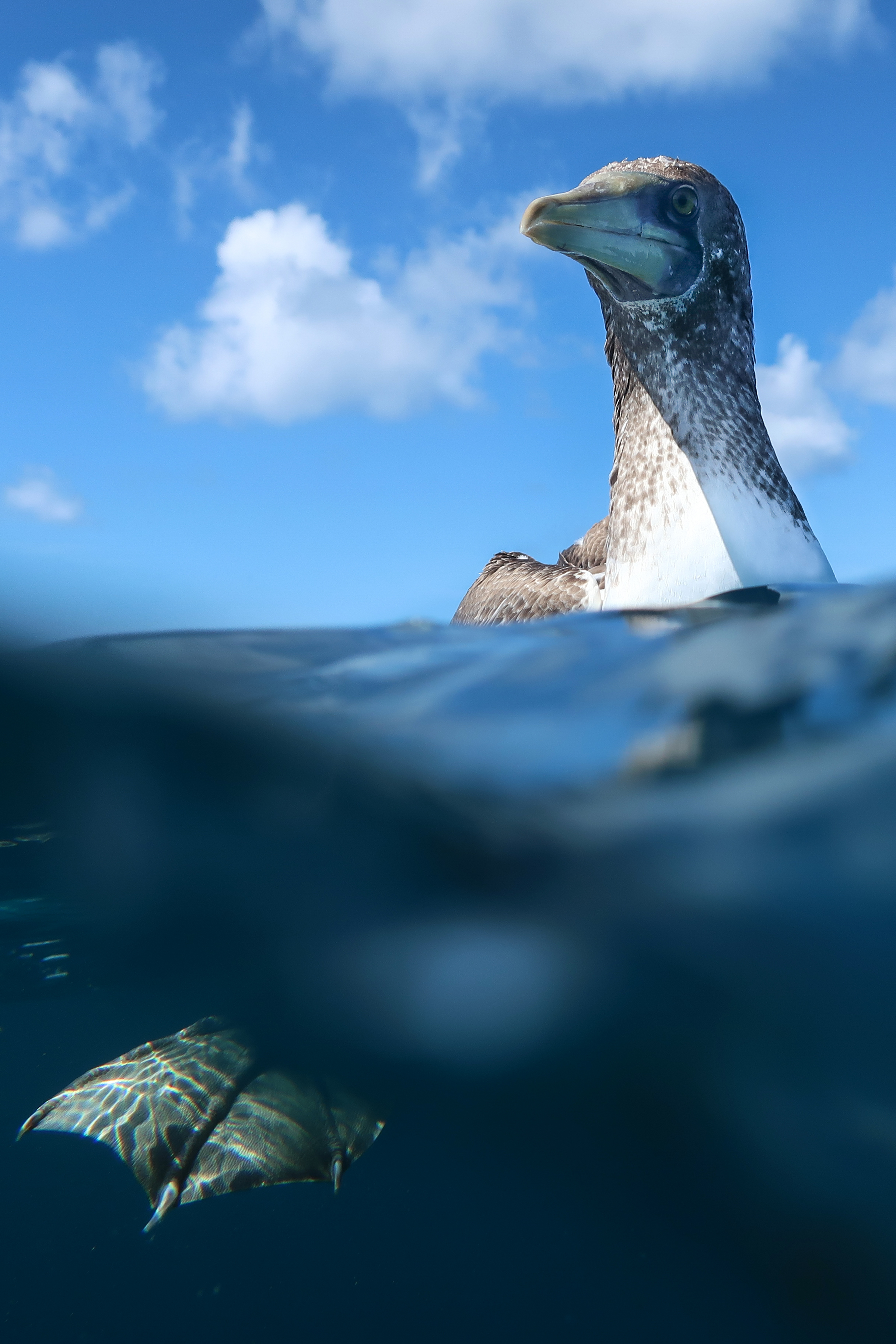
Juvenilní jedinec na vodě

K přirozeným predátorům terejů patří především jiní mořští ptáci, jako je racek australský a chřástal páskovaný, kteří se občas krmí na vejcích terejů i jejich mláďatech. Na některých ostrovech, jako je Ascension či Svatá Helena, představují pro tereje hrozbu nepůvodní zdivočelé kočky. Na ostrovech Raine a Pandora Cay byla hnízda terejů zničena karetami obrovskými, které si ve velkých počtech vyhrabali svá hnízda přímo v kolonii terejů. I když jsou krysy známé požíráním vajec a napadáním mláďat řady jiných mořských ptáků, u terejů maskových nebyla z jejich strany pozorována predace. Na Clippertonově ostrově se však krysy živí kraby, kteří pojídají vegetaci, takže hrozí úbytek hnízdních stanovišť terejů.

## Vztah k lidem
Někdy před tisícem let byli terejové maskoví a terejové červenonozí z ostrova Grand Turk pojídáni Taíny, domorodými obyvateli Karibiku. Z jednoho tereje Taínové získali 1–2 kg masa. Oba druhy následně z oblasti vymizely. Na terejích z karibské oblasti později hodovali i evropští mořeplavci. Na ostrově lorda Howeho pojídala mláďata a vejce terejů posádka z HMS Supply, lodi Britského královského námořnictva.

## Ohrožení a ochrana
Mezinárodní svaz ochrany přírody (IUCN) hodnotí populaci terejů maskových jako málo dotčenou, ačkoliv má klesající tendenci. Australská vláda hodnotí oba poddruhy vyskytující se v australských teritoriálních vodách (personata a tasmani) jako zranitelné změnou klimatu. Kolonie subsp. personata se nachází těsně nad hladinou moře a ohrožují je stoupající hladiny oceánů. Oba poddruhy jsou dále ohroženy zvyšující se teplotou oceánů, která bude mít za následek snížený počet ryb, což bude mít předpokládaný negativní dopad na hnízdní úspěšnost terejů.
Kolonie terejů na Clippertonově ostrově v minulosti těžila z přítomnosti tuňáků žlutoploutvých v místních vodách. Tuňáci totiž vyháněli k hladině létající ryby, které se pak staly snadnou kořistí terejů. Zdá se, že nadměrný rybolov tuňáků má za následek zhoršenou dostupnost létajících ryb pro tereje. V roce 2005 bylo v tamější kolonii zaznamenáno nejméně 508 mladých jedinců se syndromem andělského křídla, vrozené deformace jednoho či obou křídel, která způsobuje nelétavost. Vedle rozmachu nemoci měla kolonie výjimečně nízkou úspěšnost vyvádění mláďat. Obě tyto události jsou rovněž dávány do souvislosti s nadměrným rybolovem tuňáků žlutoploutvých. Negativní vliv na kolonie může mít i teplejší počasí. Období tepla, které v letech 1982/1983 přinesly jižní oscilace El Niña, měly zásadní vliv na dostupnost potravy. Na Velikonočních ostrovech běžně hnízdí 1500 párů, avšak v roce 1982 nebyl zaznamenán jediný hnízdící pár a následujícího roku bylo přítomno pouze 50–60 párů.